# Schloss Hainewalde

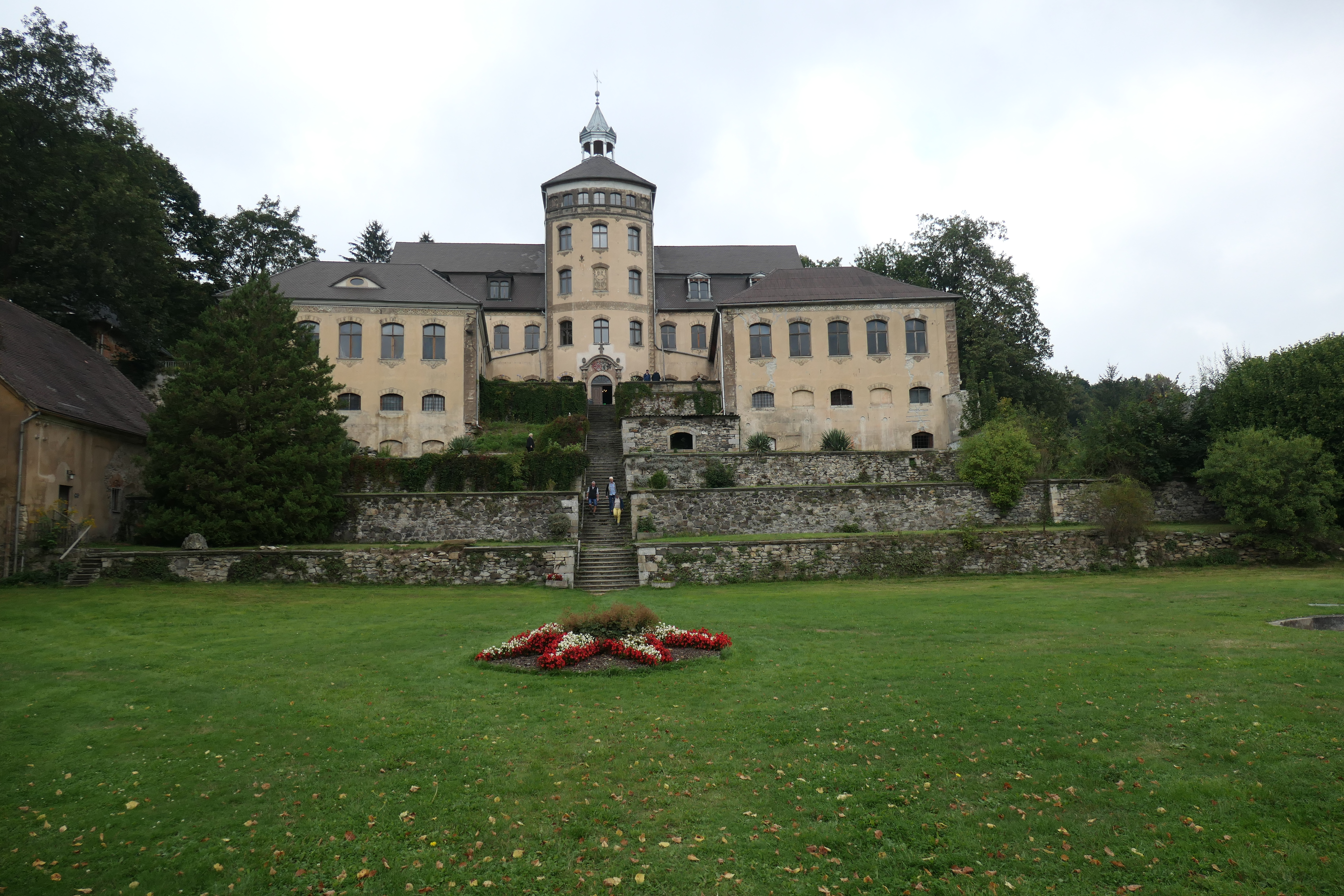
Blick von Osten auf die Terrassen mit Haupteingang zum Neuen Schloss (2022)

Das Neue Schloss Hainewalde steht in der sächsischen Gemeinde Hainewalde. Es befindet sich in Besitz der Nachbargemeinde Großschönau. Der Hainewalder Schlossverein bemüht sich um den Erhalt und nachhaltige Nutzungskonzepte sowie die touristische Vermarktung des Gebäudes.

## Geschichte

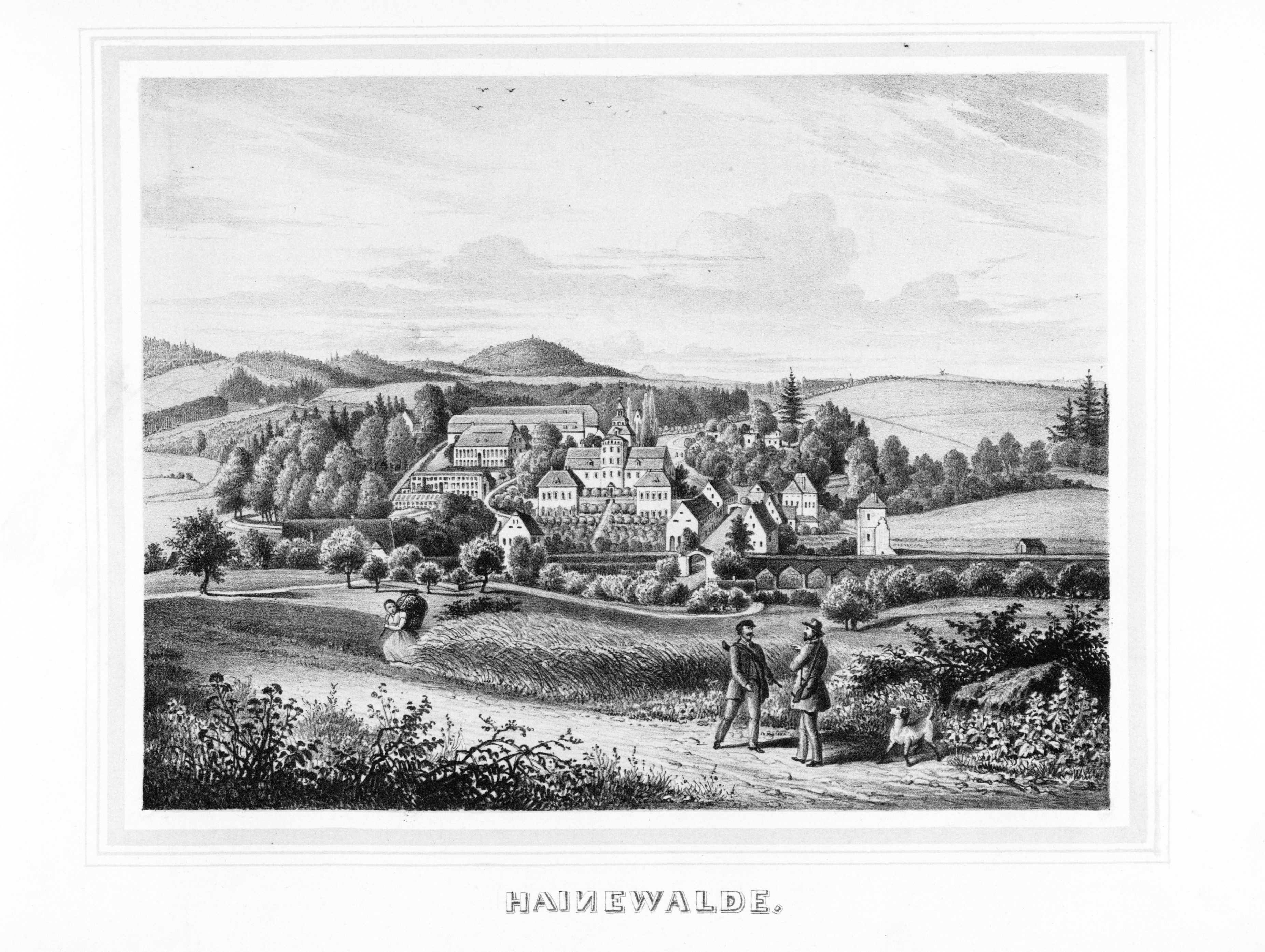
Historische Darstellung des Alten Schlosses (Torhaus, rechts) und des Neuen Schlosses (links), um 1840/50

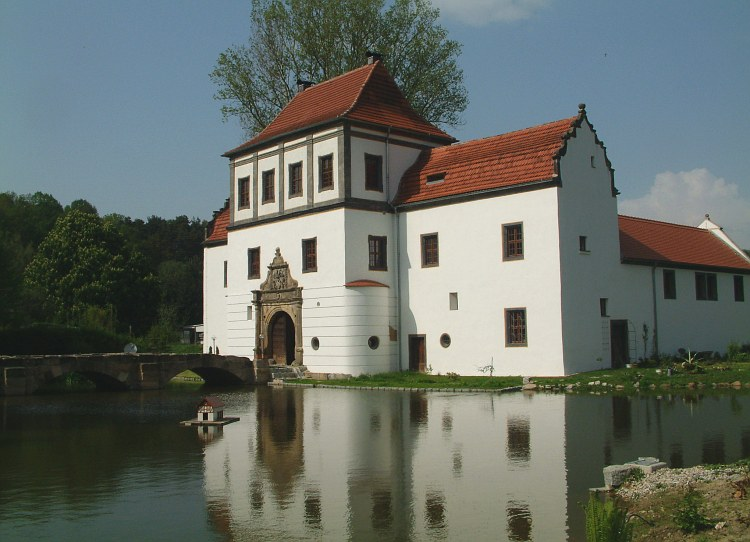
Torhaus des Alten Schlosses

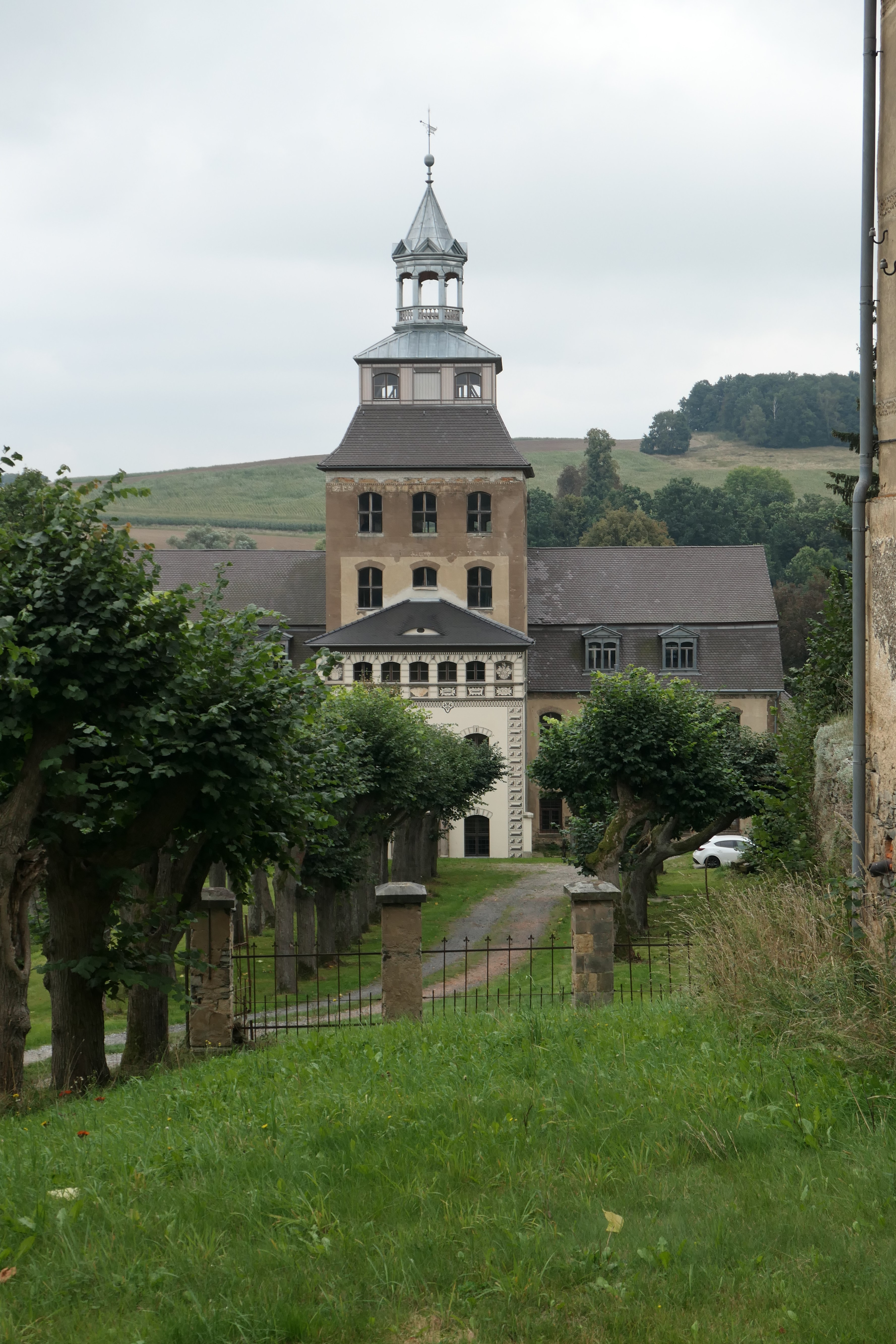
Blick vom Westen auf die Hauptzufahrt zum Neuen Schloss mit neuaufgesetzter Turmspitze (2022)

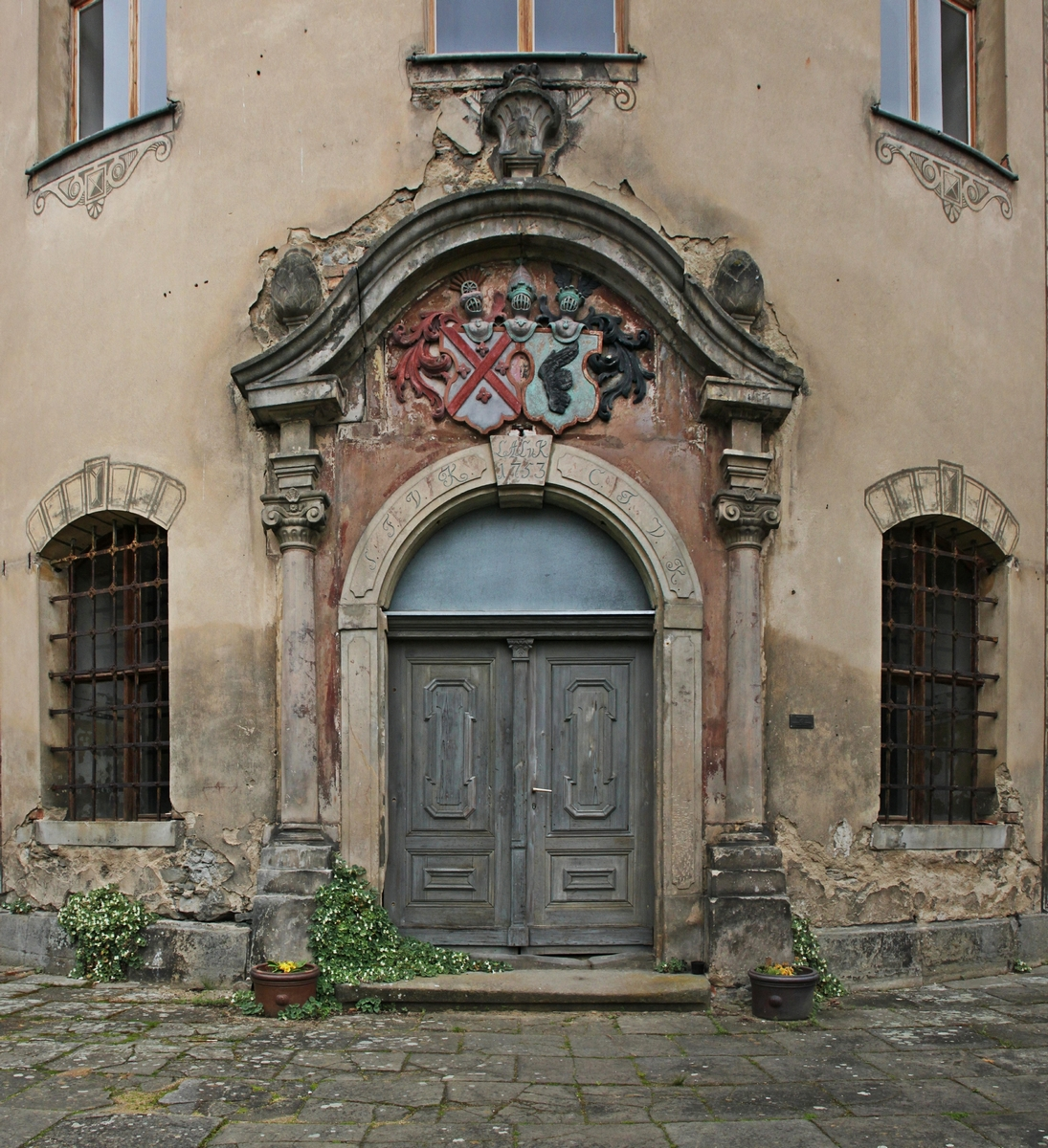
Neues Schloss, Südportal mit den Wappen der Familien von Kanitz und Kyaw

In unmittelbarer Nachbarschaft der heutigen Schlossanlage befand sich ein von einem Wassergraben umgebener Rittersitz, der 1392 als im Besitz von Nicolaus diclus de Warnsdorf erwähnt wurde.
Die alte Wasserburg wurde 1564 von Hans Ulrich von Nostitz durch ein Renaissanceschloss, das sogenannte Alte Schloss, ersetzt. Dabei handelte es sich um eine vierflügelige Anlage, die einen Innenhof umschloss. Die Fassade war reich mit illusionistisch wirkenden Dekorationen in Sgraffitotechnik versehen. Aufgrund Baufälligkeit wurde das Alte Schloss 1780 abgebrochen. Einzig der Flügel des Torhauses blieb erhalten und wurde bis 1857 als Gerichtsgebäude und Gefängnis genutzt. Er befindet sich in Privatbesitz und ist nicht öffentlich zugänglich (Stand 2014). Das Wappen über dem Portal erinnert an die Bauherrenfamilie von Nostitz.
Der königlich-preußische Kammerherr Samuel Friedrich von Kanitz ließ 1749 bis 1755 in Nachbarschaft des Alten Schlosses die heutige Schlossanlage (Neues Schloss) im Barockstil errichten. Bemerkenswert ist die Lage des Neuen Schlosses, das in den Talhang der Mandau erbaut wurde. Vom Talgrund führt eine Terrassenanlage mit fünf Absätzen zum Hauptgebäude des Schlosses. Das Hauptportal wird von toskanischen Säulen gestützt, der Schlussstein zeigt das Doppelwappen der Familien von Kanitz und von Kyaw. Zwei Seitenflügel bilden einen Vorhof zum Hauptgebäude. Auch der am Hang gelegene Schlossgarten war mit Gartenteich, Hecken, Mauern, Gärtnerei, Orangerie und mehreren Pavillons im barocken Stil gestaltet. Zum damaligen Zeitpunkt hatte das Schloss den Beinamen Sanssouci der Oberlausitz.
Im Jahre 1781 erhielt das Schloss aufgrund mehrfacher Blitzeinschläge, als eines der ersten Gebäude in der Oberlausitz, einen Blitzableiter. Dieser ist auch noch auf der historischen Ansicht des Schlosses von 1840 ersichtlich. Grundbesitzer jener Zeit waren Ernst August Rudolf von Kyaw, Majoratsherr auf Hainewalde, Spitzkunnersdorf und Anteil Oderwitz, Amtshauptmann des Fürstentum Görlitz, dann sein Sohn aus erster Ehe Ernst August Wilhelm von Kyaw (1770–1821). Ihm folgten in direkter genealogischer Linie als Fideikommissherren Gustav von Kyaw sen. (1806–1882) und Gustav von Kyaw jun. (1830–1917), liiert mit Anna von Döring-Purschwitz.
1882/83 erfolgten umfangreiche Umgestaltungsarbeiten nach Plänen des Zittauer Architekten Hugo Müller, bei denen die barocken Formen weitgehend verloren gingen. Die Fassade erhielt eine Sgraffitobemalung.
1927 verkaufte Moritz Joachim Ernst von Kyaw (1865–1945), verheiratet mit Melitta von Döring-Purschwitz, das Schloss samt dem 511 ha Gut an die Gemeinde Großschönau. Vom 26. März bis 10. August 1933 diente das Schloss als Schutzhaftlager KZ Hainewalde und von 1933 bis 1945 als Wehrertüchtigungslager.
Bis 1972 fand noch eine Teilnutzung als Wohngebäude statt, von 1972 bis 2004 stand es leer. 2000 wurde der „Förderverein zur Erhaltung des Kanitz-Kyawschen Schlosses Hainewalde e. V.“ gegründet, durch den 2007 die Sanierung des Ostflügels begann.
2013 wurde im Schloss Hainewalde ein Teil des Films Grand Budapest Hotel gedreht.
Während der schrittweisen Restaurierung des Schlosses wurde am 24. Juni 2020 die nach altem Vorbild neu gebaute Laterne auf das Gebäude aufgesetzt. Die alte Turmhaube wurde etwa 23 Jahre zuvor abgenommen, da sie schief stand und einzubrechen drohte. An der Nordseite des Schlosses wurde am Anbau das Dach, das schon mal heruntergebrochen und zwischenzeitlich nur behelfsmäßig mit Blech abgedeckt war, erneuert. Die Sgraffitoarbeiten am Nordanbau wurden zum Teil komplett erneuert oder restauriert. Dabei wurden unter anderem die Fensterbögen, die Eckquarderung, Brüstungsornamente, die Spiegelflächen mit Rollwerk (Kartuschen) und 6 Wappen (je drei der Familie von Döringk und drei der Familie Kyaw) neu hergestellt oder restauriert. Der Putz des Schlosses wurde erneuert, die Fassade erhielt eine Fassung. Für die Sanierung investierte die Gemeinde 800.000 Euro, zu 90 Prozent Fördermittel.

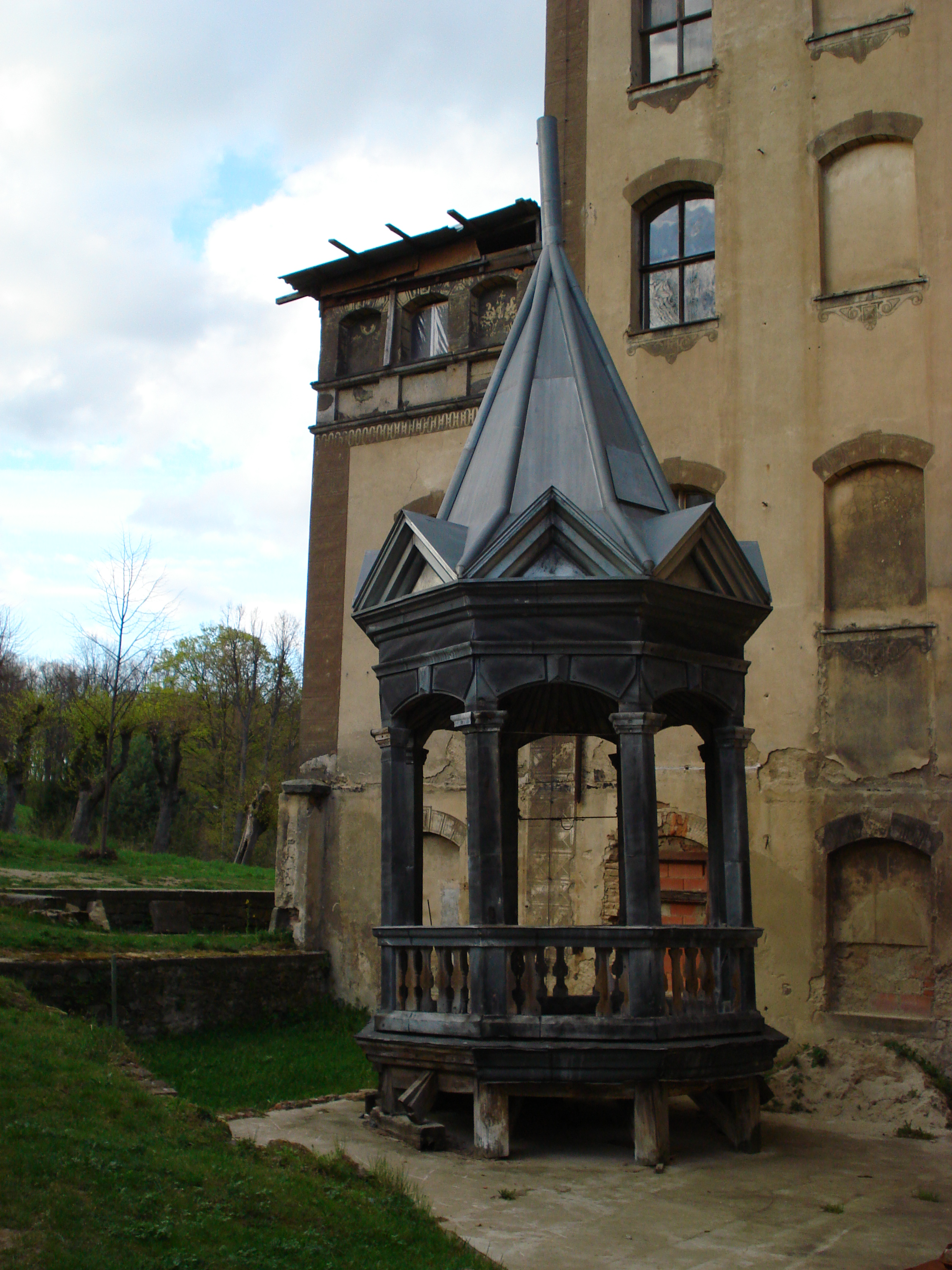
Neues Schloss, Blick auf die abgenommene Turmspitze
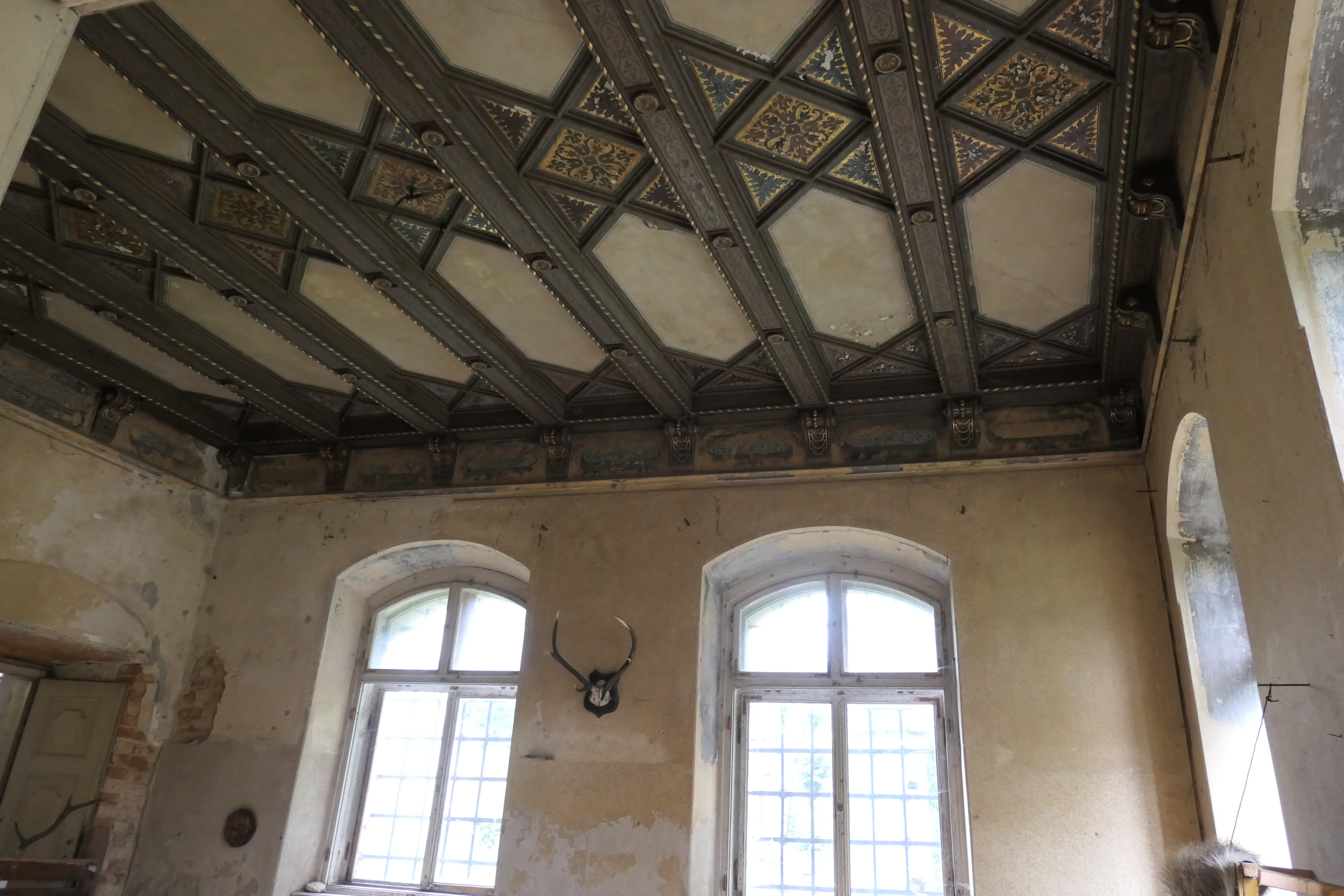
Innenansicht Jagdzimmer mit renovierter Decke (2022)
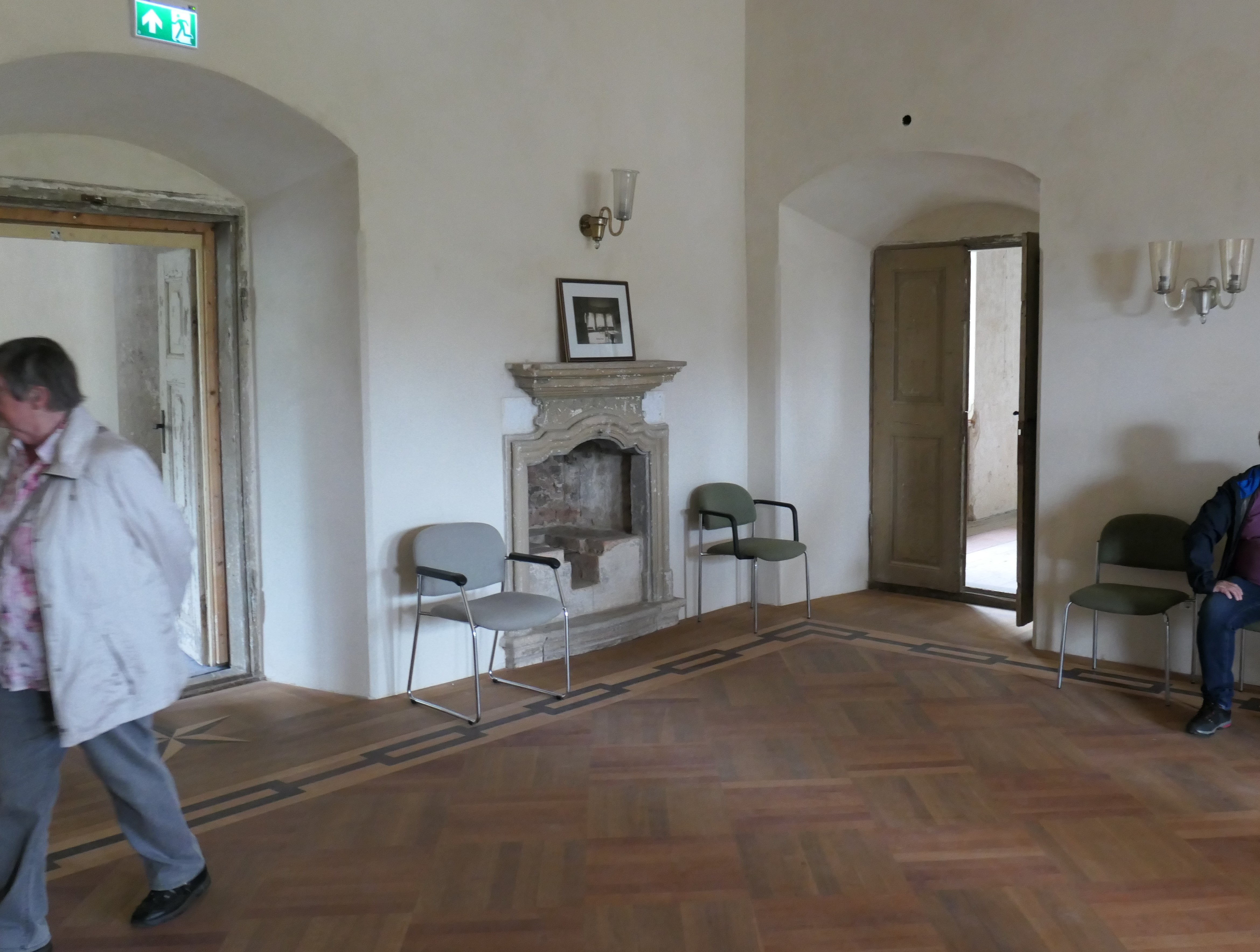
Innenansicht Grüner Salon mit neuaufgebautem Parkett (2022)

### Sanierung Innenräume
Auch die Innenräume wurden nach und saniert und können bei Schlossführungen zum Tag des offenen Denkmals besichtigt werden. Dabei werden die Innenräume möglichst in den historischen Zustand versetzt. Eine weitere Aufgabe ist die Erneuerung der elektrischen Anlage des Schlosses. Die Decke des Jagdzimmers kann auch heute noch in dem originalen Zustand bewundert werden. Im Grünen Saal, der seine Bezeichnung wegen der Ausstattung mit grünen Polstermöbeln erhalten hatte und für Festempfänge genutzt wurde, wurde in der Zwischenzeit das Parkett wieder renoviert. Auch im linken Seitenflügel, wo die Baronin, die Tochter des Moritz Joachim Ernst von Kyaw ihre Wohnräume hatte, laufen derzeit Sanierungen für die Innenausstattung. Andere Räumlichkeiten, wie der Rittersaal im 3. Stockwerk, sind für eine zukünftige Nutzung vorbereitet. Viele originale Schlossgegenstände, wie z. B. die originale Wetterfahne, die Kuppel oder Details von dem Blitzableiter aus dem Jahr 1781 werden innen bei Schlossführungen mit präsentiert. Von den Einrichtungsgegenständen sind so gut wie nichts mehr vorhanden, sie wurden durch Einrichtungen von Museen aus der Umgebung ergänzt.

## Tourismus
Es werden regelmäßig Schlossführungen angeboten. Jährlich findet ein Schlossfest statt und der Schlossverein beteiligt sich am jährlichen Tag des offenen Denkmals. Außerdem wurde ein Schlosskalender und andere Erinnerungsstücke vom Schlossverein herausgegeben. Als zukünftige Benützung sind Ausstellungen, z. B. im Rittersaal oder im Grünen Salon, oder Konzertaufführungen im Grünen Salon gedacht.

## Schlosspark
Der Schlosspark befindet sich zwischen dem Fluss Mandau und dem Schloss. Dem Schloss sind fünf Terrassen vorgelagert, durch die eine steinerne Treppe vom Hauptportal in den Park führt. Die Terrassen sind von Natursteinmauern begrenzt. An diesen Mauern findet sich als botanische Besonderheit das Nierenblättrige Löwenmaul aus der Familie der Wegerichgewächse (Plantaginaceae). Man vermutet, dass diese Pflanze von einem der Herren von Kyaw (die im Hainewalder Schloß residierten) während der Napoleonischen Kriege aus Spanien mitgebracht wurde.
Der Schlosspark ist Mitglied des Gartenkulturpfades beiderseits der Neiße. Dies verbessert die Möglichkeiten der Pflege (Parkseminare) und die Aussichten auf Förderung sowie die touristische Erschließung. Im Schlosspark finden gelegentlich Konzerte statt. Zum Herrensitz gehört neben dem Park auch eine Erbbegräbnisstätte auf dem Friedhof.